# 里潘區
9°47′59″S 76°48′48″W / 9.7997°S 76.8132°W
里潘區（西班牙語：Distrito de Ripán），是秘魯的一個區，位於該國中部瓦努科大區的五月二日省，始建於1958年12月31日，面積75平方公里，海拔高度3,204米，2005年人口6,156，人口密度每平方公里82人。